# Wybory parlamentarne na Wyspach Owczych w 2015 roku
Wybory parlamentarne na Wyspach Owczych w 2015 roku odbyły się 1 września 2015. Wybrano w nich 33 reprezentantów do Løgting – farerskiego parlamentu. Od roku 2008 wybory na Wyspach Owczych odbywają się w ramach jednego okręgu wyborczego. W wyniku wyborów zawiązała się nowa koalicja, składające się z trzech partii: Javnaðarflokkurinj, Tjóðveldi oraz Framsókn.

## Komitety wyborcze

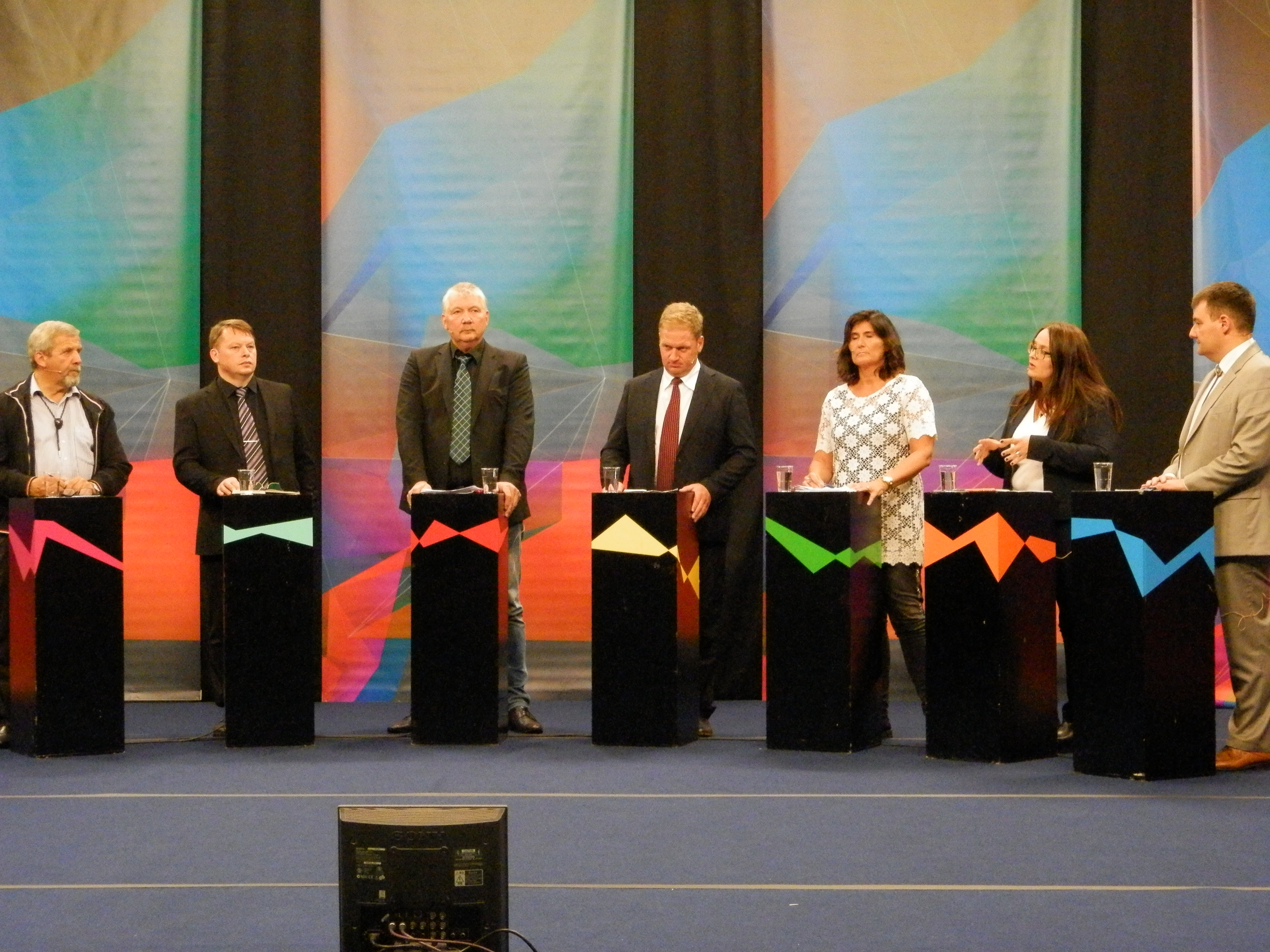
Politycy wszystkich partii na debacie przedwyborczej 25 sierpnia 2015 roku.

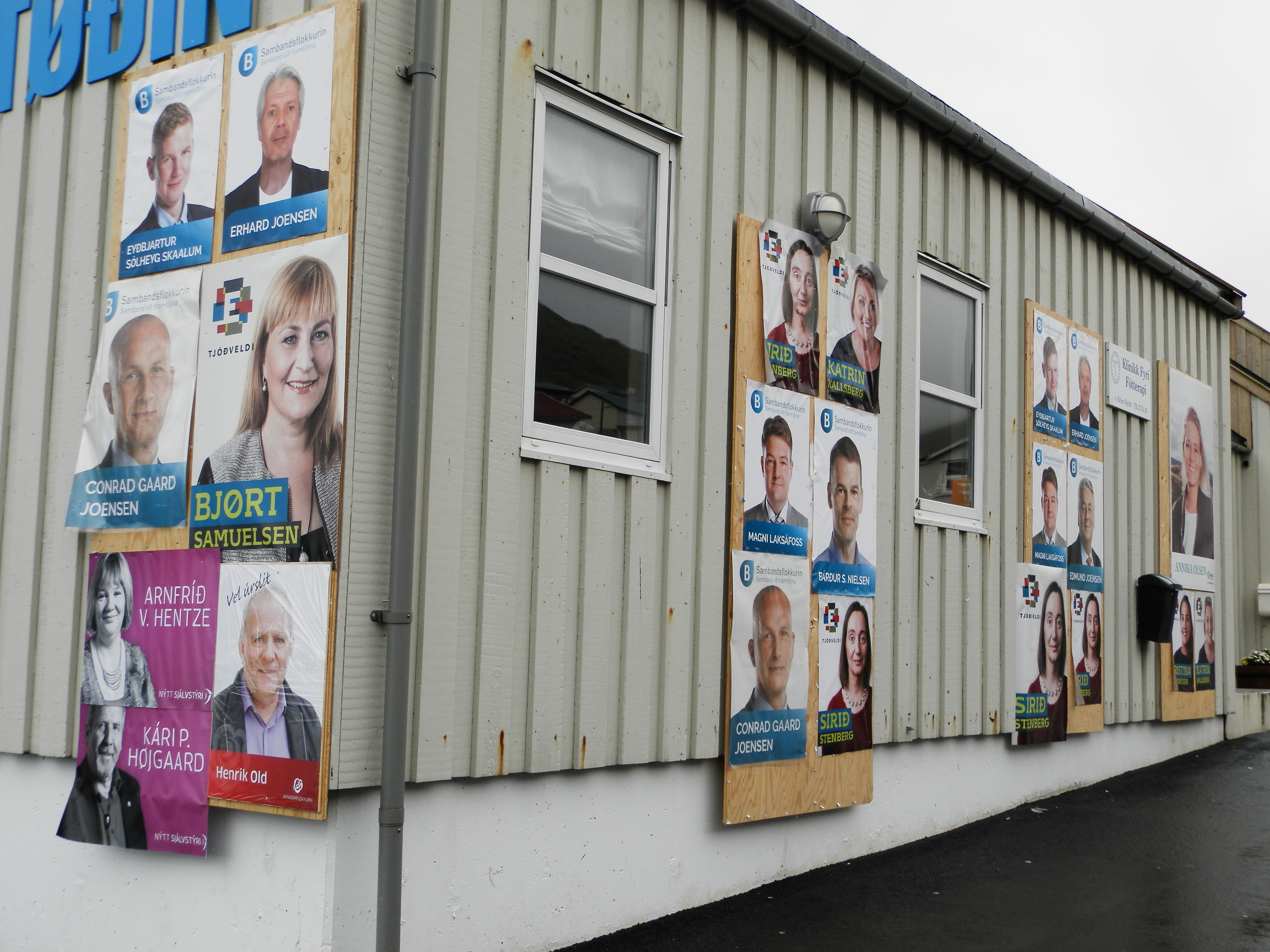
Plakaty wyborcze w Vágur.

W wyborach do farerskiego parlamentu wzięło udział siedem partii.
| Lista | Partia            | Lider               | Lider               | Kandydaci na posłów |
| ----- | ----------------- | ------------------- | ------------------- | ------------------- |
| A     | Fólkaflokkurin    | Jørgen Niclasen     | Jørgen Niclasen     | 28                  |
| B     | Sambandsflokkurin | Kaj Leo Johannesen  | Kaj Leo Johannesen  | 30                  |
| C     | Javnaðarflokkurin | Aksel V. Johannesen | Aksel V. Johannesen | 30                  |
| D     | Nýtt Sjálvstýri   | Jógvan Skorheim     | Jógvan Skorheim     | 17                  |
| E     | Tjóðveldi         | Høgni Hoydal        | Høgni Hoydal        | 31                  |
| F     | Framsókn          | Poul Michelsen      | Poul Michelsen      | 17                  |
| H     | Miðflokkurin      | Jenis av Rana       | Jenis av Rana       | 16                  |

## Głosowanie, frekwencja i wyniki wyborów

### Obwody głosowania
Głosowanie odbyło się w pięćdziesięciu ośmiu obwodach (dwa mniej niż przy poprzednich wyborach). 56 z nich do miasta, pozostałe dwa szkoły (Giljanes na zachodzie Vágar oraz Fossanes – Norðoyar).
| - Argir - Árnafjørður - Dalur - Eiði - Elduvík - Fámjin - Fossanes - Fuglafjørður | - Funningsfjørður - Funningur - Giljanes - Gjógv - Gøta - Haldórsvík - Haraldssund - Hattarvík | - Hellurnar - Hestur - Hósvík - Hov - Húsar - Húsavík - Hvalba | - Hvalvík - Kaldbak - Kirkja - Klaksvík - Kollafjørður - Kunoy - Kvívík | - Leirvík - Lopra - Mikladalur - Mykines - Nólsoy - Oyndarfjørður - Oyrarbakki | - Porkeri - Runavík - Sandur - Sandvík - Skálabotnur - Skálavík - Skáli | - Skopun - Skúvoy - Strendur - Sumba - Svínoy - Sørvágur - Tjørnuvík | - Toftir - Tórshavn - Tvøroyri - Vágur - Velbastaður - Vestmanna - Viðareiði |

### Frekwencja
Dane dotyczące frekwencji w wyborach przedstawiały się następująco:
Liczba uprawnionych do oddania głosu: 36 458
Liczba kart ważnych: 32 491
Liczba głosów ważnych: 32 374

### Wyniki wyborów do Løgting
Wyniki wyborów przedstawiały się następująco:
| Nazwa partii      | Głosy  | % głosów (zmiana) | % głosów (zmiana) | Mandaty (zmiana) | Mandaty (zmiana) | % mandatów |
| ----------------- | ------ | ----------------- | ----------------- | ---------------- | ---------------- | ---------- |
| Javnaðarflokkurin | 8 093  | 25,1%             | +7,3%             | 8                | +2               | 24,2%      |
| Tjóðveldi         | 6 691  | 20,7%             | +2,5%             | 7                | +1               | 21,2%      |
| Fólkaflokkurin    | 6 102  | 18,9%             | -3,6%             | 6                | -2               | 18,2%      |
| Sambandsflokkurin | 6 046  | 18,7%             | -6,0%             | 6                | -2               | 18,2%      |
| Framsókn          | 2 241  | 7,0%              | +0,6%             | 2                | 0                | 6,1%       |
| Miðflokkurin      | 1 779  | 5,5%              | -0,6%             | 2                | 0                | 6,1%       |
| Nýtt Sjálvstýri   | 1 305  | 4,1%              | -0,2%             | 2                | +1               | 6,1%       |
| Razem             | 32 374 | 100%              | –                 | 33               | –                | 100%       |
| Frekwencja: 88,8% |        |                   |                   |                  |                  |            |

## Sondaże
Poniżej znajduje się tabela, zawierająca wyniki sondaży przedwyborczych od dnia 5 września 2015.
| Ośrodek badawczy          | Data                 | FF    | SF    | JF    | NS   | TJ    | FR    | MF   |
| ------------------------- | -------------------- | ----- | ----- | ----- | ---- | ----- | ----- | ---- |
| Gallup                    | 31 sierpnia 2015     | 18,2% | 19,0% | 22,9% | 3,1% | 19,4% | 10,6% | 6,8% |
| Fynd                      | 31 sierpnia 2015     | 20,4% | 19,2% | 19,3% | 5,9% | 16,5% | 11,2% | 7,4% |
| Fynd                      | 28 sierpnia 2015     | 20,8% | 19,6% | 21,3% | 4,9% | 18,0% | 8,7%  | 6,7% |
| Fynd                      | 20 sierpnia 2015     | 18,3% | 21,1% | 21,3% | 4,2% | 17,6% | 11,7% | 5,9% |
| Fynd                      | 6 sierpnia 2015      | 18,6% | 19,0% | 23,0% | 2,9% | 20,2% | 11,6% | 4,7% |
| Fynd                      | 22 kwietnia 2015     | 16,2% | 19,7% | 25,8% | 4,3% | 18,2% | 11,0% | 4,8% |
| Fynd                      | 6 marca 2015         | 18,9% | 18,1% | 26,6% | 3,2% | 21,3% | 6,1%  | 5,8% |
| Gallup                    | 5 grudnia 2014       | 18,9% | 17,4% | 28,3% | 3,2% | 21,3% | 5,4%  | 5,5% |
| Fynd                      | 6 listopada 2014     | 20,1% | 22,4% | 25,8% | 2,4% | 21,1% | 3,3%  | 4,8% |
| Gallup                    | 5–11 września 2013   | 17,2% | 22,1% | 21,7% | 4,5% | 23,6% | 5,7%  | 5,2% |
| Wyniki wyborów do Løgting | 29 października 2011 | 22,5% | 24,7% | 17,8% | 4,2% | 18,3% | 6,3%  | 6,2% |